# A. E. Stallings
Alicia Elsbeth Stallings, nota semplicemente come A. E. Stallings (Decatur, 2 luglio 1968) è una poetessa e traduttrice statunitense.

## Biografia
Nata e cresciuta in Georgia, A. E. Stallings ha studiato lettere classiche all'Università della Georgia e poi all'Università di Oxford, dove ha conseguito la laurea magistrale nel 1991. 
Oltre ad aver pubblicato saggi sul New Yorker, il New York Review of Books e il Times Literary Supplement, Stallings viene associata alla scuola neoformalista e ha pubblicato cinque raccolte di poesie tra il 1999 e il 2022: Archaic Smile (1999), Hapax (2006), Olivers (2012), Like (2018) e This Afterlife (2022). Come traduttrice, è nota per le sue traduzioni in inglese del De Rerum Natura di Lucrezio (Penguin, 2007), de Le opere e i giorni di Esiodo (Penguin, 2018) e della Batracomiomachia omerica (Paul Dry, 2019). 
Finalista per il National Book Critics Circle Award nel 2012 e del Premio Pulitzer per la poesia nel 2019, ha ricevuto la Guggenheim Fellowship e la MacArthur Foundation Fellowship nel 2011. Nel 2023 è stata eletta Professoressa di Poesia dell'Università di Oxford. È sposata con il giornalista John Psaropoulos e vive ad Atene con la famiglia.

## Opere (parziale)
- Archaic Smile, University of Evansville Press, 1999. ISBN 0-930982-52-5

Sorriso arcaico, trad. Carla Buranello, Crocetti Editore, 2024. ISBN 9788883064104
- Hapax, TriQuarterly, 2006. ISBN 0-8101-5171-5
- Olives, TriQuarterly, 2012. ISBN 978-0-81015-226-7
- Like, Farrar Straus Giroux, 2018. ISBN 9780374187323
- This Afterlife: Selected Poems, Farrar Straus Giroux, 2022. ISBN 9780374600693